# Björkelången
Der Björkelången ist ein See in der Gemeinde Eda in der Provinz Värmlands län in Schweden.

## Geographie
Der Björkelången hat eine Fläche von circa 2,18 km² und ist maximal 8 m tief.
Der Umfang beträgt circa 14,3 km.
Die Seeoberfläche befindet sich in circa 116,5 m über NHN.
Der See wird über den Kölaälven entwässert.
Der Björkelången gehört zum Flusssystem Göta älv.
Der Nordteil des Sees wird auch Edssjön genannt.
Am Nordufer befindet sich Skillingsfors.